# Худоярово (Харьковская область)
Худоярово (укр. Худоярове) — село, 
Василенковский сельский совет,
Шевченковский район,
Харьковская область.
Код КОАТУУ — 6325783007. Население 12 человек в 2024 году. Население по переписи 2001 года составляет 77 (32/45 м/ж) человек.

## Географическое положение
Село Худоярово находится у истоков реки Гнилица,
ниже по течению на расстоянии в 1,5 км расположено село Гавриловка (Чугуевский район).
Рядом проходит автомобильная дорога Р-07 и
железная дорога, станция Бурлуцкое.

## История
- 1922 — дата основания.